# Diego Fiori
Diego Fulvio Fiori, también conocido como Diego Fiori (Roma, 20 de octubre de 1975), es un artista italiano, director y productor cinematográfico, cuya labor se ha manifestado sobre todo en el campo del videoarte. Es conocido en especial por el cortometraje “The Words Hear the Light”, presentado fuera de competencia en el Festival de Cannes en 2015 y galardonado con el Bronze Award for Editing en el concurso American Movie Awards.

## Biografía
Fiori se formó en la Academia de Bellas Artes de Roma y en la Academia de Bellas Artes de Brera, en Milán, donde fue alumno de Luciano Fabro; además, recibió lecciones de Giorgio Agamben en la IUAV de Venecia. Fiori comulga con la afirmación de Luciano Fabro de que el artista transmite experiencias prescindiendo de categorías pre-conceptuales; esta perspectiva le permitió acercarse posteriormente al teatro y a la obra de Carmelo Bene y al paradigma antropológico de Ernesto de Martino. Dichas influencias, asimiladas y reinterpretadas en el área cinematográfica, gravitaron decisivamente inclusive en su planteamiento para la dirección documental. Especial relevancia cobraron, para Diego Fiori, la poética de Pedro Costa, Jean-Marie Straub, Nanièle Huillet, Vittorio De Seta, Michael Glawogger, así como su amistad con el documentalista italiano Luigi Di Gianni. Su tesis Il potere sui corpi, la potenza del corpo: L’arte come forma di resilienza, elaborada con la guía de la historiadora del arte Giovanna dalla Chiesa, fue publicada en 2015 con el título “Wissen Sie, das Volk fehlt – Zum Konzept der Resilienz” en la revista en idioma alemán Psychoanalyse. “Ästhetik. Kulturkritik”  para la que, desde entonces, ha brindado su colaboración.
En el área del vídeo arte debutó en 2009 con la “Trilogy of Silence”, conformado por: “Donate Silence”, “Birth and Death of Alter Ego” y “Last Classical Kiss”, adjudicándose el Silver Award en el Laznia Centre for Contemporary Art, en Polonia . La “Trilogy of Silence” participó en numerosos certámenes cinematográficos y festivales de arte, abriendo así una temporada propicia de producción y distribución de cortometrajes en el ámbito del video arte .
De 2007 a 2010 se ha desempeñado como estudioso de la materia en el cátedra de Antropología Social de la Università degli Studi di Cassino e del Lazio Meridionale, participando, en aspectos visuales, en las actividades de investigación chair de la Cátedra.
De 2010 a 2012 ha sido investigador de la materia en la cátedra de escultura de la Accademia di Belle Arti de Frosinone.
En 2016 la película “The Children of the Noon” , en codirección con Olga Pohankova , fue presentada en el St. Louis International Film festival, en los Estados Unidos de América. En abril de 2017 recibe el Coup de cœur du jury en el Festival International du Film Panafricain de Cannes.
Desde 2017 es miembro de la Associazione Italiana Scenografi Costumisti Arredatori.

## Filmografía (selección)

### Cortometrajes
- Last Classical Kiss (Trilogy of Silence) (2009)
- Birth and Death of Alter Ego (Trilogy of Silence) (2009)
- Donate Silence (Trilogy of Silence) (2009)
- Rebus (2011)
- Ciao Vettor! (2013)
- 1+1 = una más (2014)
- The Words Hear the Light (2015)
- L'enigma del tempo (2017)

### Largometrajes
- Fiori di Strada - We Are Not the Crazy (2015) - cineasta
- The Children of the Noon (2016)

## Principales exposiciones
Sus obras son reconocidas internacionalmente y han sido expuestas en numerosas galerías y exposiciones como:
- MUSAE - Museo Urbano Sperimentale d’Arte Emergente, Milano (2010);[23]
- Museo Nacional Centro de Arte Reina Sofía, Madrid (2011);[24]
- Ibn Arabi International Film Festival, Murcia (2011);[25]
- New Museum Los Gatos, Los Gatos (2012);
- Museo de Arte Latinoamericano de Buenos Aires, Buonos Aires (2012),;[26]
- Armory Center for the Arts, Pasadena(2013),;[27]
- El Paso Museum of Art, El Paso (2014);[28]
- International Film Petry Festival, Atene (2014);[29]
- MAXXI - Museo nazionale delle arti del XXI secolo, Roma (2015);[30][31]
- Berlin Short Film Festival, Berlino (2015);[32]
- Aesthetica Art Prize, York (2015);[33]
- Shchusev Museum of Architecture, Mosca (2015);[34]
- Mykonos Biennale, Mykonos (2015);[35]
- Arquiteturas Film Festival, Lisbona (2015);[36]
- Tehran University of Art, Teherán (2016),[37]
- Bauhaus-Universität Weimar, Weimar (2016);[38]
- New York International Independent Film and Video Festival, New York (2016);[39]
- University of Oradea - Faculty of Arts, Oradea (2016)[40]
- Metro-Kino (Wien), Vienna (2016);[41]
- Seattle's True Independent Film Festival, Seattle (2016);[42]
- York St John University, York (2016)[43]
- Globe International Silent Film Festival, Michigan (2017);[44]
- Con-temporary Art Observatorium, "Vita Tua, Vita Mea" group exhibition at Venice Biennale, Italy (2017);[45]

## Premios y reconocimientos (selección)
- 2010 - IN OUT Filmfestival
  - Silver Award al Best Film per Trilogy of Silence[7]
- 2014 - Mumbai Shorts International Film Festival
  - Certificate of Excellence al Experimental per Rebus
- 2015 - International Independent Film Awards
  - Silver Award al Experimental Short Film per 1+1 = una más
- 2015 - Accolade Global Film Competition.[46]
  - Award of Excellence al Best Experimental Film per The Words Hear the Light
- 2015 - Best Shorts Competition[47]
  - Award of Excellence al Experimental Film per The Words Hear the Light
- 2015 - The IndieFest Film Awards[48]
  - Award of Excellence al Best Experimental Film per The Words Hear the Light
- 2016 - American Movie Awards.[49]
  - Marquee Award al Best Editing per The Words Hear the Light
- 2016 - WorldFest-Houston
  - Bronze Remi Award al Independent Experimental Awards: Dramatic per The Words Hear the Light
- 2016 - Nevada International Film Festival[50]
  - Gold Reel Award Winner per Fiori di Strada - We Are Not the Crazy
- 2016 - International Independent Film Awards
  - Gold Winner al Documentary Feature per Fiori di strada - We Are Not the Crazy
- 2016 - Canada International Film Festival[51]
  - Royal Reel Prize al Documentary Feature Competition per Fiori di Strada - We Are Not the Crazy
- 2016 - International Euro Film Festival[52][53]
  - Jury Prize al Best Social Denunciation Film per Fiori di strada - We Are Not the Crazy
- 2017 - American Movie Awards[54]
  - Special Marquee Award per The Children of the Noon
- 2017 - Hollywood International Independent Documentary Awards[55]
  - Award of Excellence per The Children of the Noon
- 2017 - Hollywood International Moving Pictures Film Festival[56]
  - Documentary Feature per The Children of the Noon
- 2017 - London Independent Film Awards[57]
  - Best Documentary per The Children of the Noon
- 2017 - Los Angeles Independent Film Festival Awards[58]
  - Best Producer Feature per The Children of the Noon